# Lavardin, Loir-et-Cher

Lavardin este o comună în departamentul Loir-et-Cher, Franța. În 1 ianuarie 2022 avea o populație de 178 de locuitori.